# Arboledas, Landa de Matamoros
Arboledas är en ort i Mexiko.   Den ligger i kommunen Landa de Matamoros och delstaten Querétaro Arteaga, i den centrala delen av landet, 200 km norr om huvudstaden Mexico City. Arboledas ligger 1 383 meter över havet och antalet invånare är 128.
Terrängen runt Arboledas är bergig åt sydost, men åt nordväst är den kuperad. Runt Arboledas är det ganska glesbefolkat, med 42 invånare per kvadratkilometer. Närmaste större samhälle är El Humo, 4,0 km norr om Arboledas. I omgivningarna runt Arboledas växer huvudsakligen savannskog.